# Anadasmus
Anadasmus é um gênero de traça pertencente à família Agonoxenidae.